# Нижня Мосара
Нижня Мосара́ (рос. Нижняя Мосара, лукомар. Ӱлыл Мосара) — присілок у складі Марі-Турецького району Марій Ел, Росія. Входить до складу Хлібниковського сільського поселення.

## Населення
Населення — 201 особа (2010; 224 у 2002).
Національний склад (станом на 2002 рік):
- марійці — 96 %